# Dead 7
Dead 7 (anteriormente intitulado como Dead West) é um filme estadunidense de faroeste e terror pós-apocalíptico zumbi de 2016, dirigido por Danny Roew e escrito por Nick Carter, membro do grupo Backstreet Boys. Seu enredo retrata um grupo de pistoleiros se unindo para livrar uma pequena cidade de uma invasão zumbi em um cenário de velho oeste pós-apocalíptico. O elenco é composto além de Carter, por seus companheiros de grupo AJ McLean e Howie Dorough, além de membros de outros grupos pop em destaque nos anos noventa como 98 Degrees, O-Town, 'N Sync e All-4-One.
Em março de 2016, o primeiro trailer de Dead 7 foi oficialmente lançado, bem como da cópia gratuita da canção-tema "In the End", posteriormente em 1 de abril, o filme foi exibido pela emissora por assinatura Syfy nos Estados Unidos, como sua produção original. 

## Enredo
Após o apocalipse zumbi, a humanidade retorna a um estilo de vida mais simples, que lembra o Velho Oeste. No entanto, uma mulher chamada Apocalypta decidiu tentar treinar zumbis para usar como seu exército para dominar o que resta do mundo. Depois de criar seu exército, seus subordinados, Johnny Vermillion e Stamper, vão a cidade Harper's Junction, levando seus moradores a correrem ou a se esconder. Diferentemente do casal Daisy e Billy, que encontram Johnny e conseguem capturá-lo, mas com o xerife morto e a cidade invadida, eles decidem levá-lo com eles enquanto se dirigem para Desert Springs. Enquanto isso, Stamper conta a Apocalypta sobre Johnny ter sido capturado e ela ordena que ele vá resgatar Johnny. Ouvindo sobre a fuga de Johnny, o prefeito Shelby ordena que o xerife Cooper monte um grupo para chefiar e matar Johnny, Apocalypta e todos do seu exército. 
Cooper recruta um homem chamado Whisky Joe, que por sua vez indica seu amigo Vaquero, que recomenda que eles levem com eles um ninja chamado Komodo. Enquanto isso, Daisy vai aos correios contratar um guarda florestal para encontrar o irmão de Billy, Jack, na esperança de obter sua ajuda com Apocalypta, mas Billy não está feliz com isso. Whisky Joe, Vaquero e Komodo se encontram com Daisy, Billy e Cooper, que explica o plano, mas a única pessoa que pode guiá-los pelo vale perto da base de Apocalypta é Jack. Em um ataque de pessoas da cidade ao grupo, Daisy é salva por Jack. Após a luta, o prefeito diz que dará ao grupo o que eles quiserem, se terminarem a missão.

## Elenco
- Nick Carter como Jack
- Jeff Timmons como Billy
- Joey Fatone como Whiskey Joe
- Carrie Keagan como Daisy Jane
- AJ McLean como Johnny Vermillion
- Erik-Michael Estrada como Komodo
- Lauren Kitt-Carter como Sirene
- Chloe Lattanzi como Trixie
- Debra Wilson como Apocalypta
- Howie Dorough como Vaquero
- Chris Kirkpatrick como prefeito Shelby
- Jon Secada como xerife Cooper
- Frenchie Davis como madame Jezebel
- Dylan Vox como Zeke, o jogador de poker
- Art Alexakis como Jim
- Trevor Penick como Beau, o guarda
- Jacob Underwood como Stamper
- Gerardo Mejia como Lloyd, carteiro
- Dan Miller como Butch, barman
- Seth Binzer como Decker
- Delious Kennedy como Jean
- Tommy McCarthy como deputado Dylan
- Keith Jeffery como Henchmen
- Cooper Mckee como George
- Dan Czerwonka como Rex
- Steve Filice como  lacaio de Apocalypta
- Sari Sabella como zumbi mascote de Apocalypta
- Kiara Smith como a garota zumbi

## Produção
Nick Carter aspirava produzir um filme há anos. No passado, ele fez vários curtas-metragens independentes e, em 2014, iniciou uma campanha no website de financiamento coletivo Indiegogo, a fim de financiar seu primeiro longa-metragem intitulado Evil Blessings. Porém, mais tarde naquele ano, seu diretor, Sxv'leithan Essex, faleceu. Isso levou Carter a desistir da produção e a substituir por Dead 7, inicialmente intitulado como Dead West. Em 2015, ele conseguiu o apoio da The Asylum, a empresa de produção por trás de produções do canal por assinatura SyFy.
As filmagens de Dead 7 iniciaram-se em 20 de agosto de 2015, na cidade de Anaconda, Montana, em uma fazenda nos arredores da cidade. Seu elenco passou uma semana e meia gravando no local, quando se deslocou para a cidade de Butte. Cerca de 250 moradores de Anaconda, Butte e arredores foram utilizados como figuração para os personagens zumbis. A produção de Dead 7 foi encerrada em 8 de setembro de 2015.